# Иванова, Наталья Павловна
Наталья Павловна Иванова (11 мая 1969, Ангарск, Иркутская область, РСФСР, СССР) — советская, российская и таджикистанская женщина-борец вольного стиля, призёр чемпионатов мира и Европы, участница Олимпийских игр,  Заслуженный мастер спорта России. Ныне — тренер.

## Спортивная карьера
Борьбой начал заниматься с 1984 года. Всё время ее наставником был Валерий Зайцев. В августе 1991 года в Токио в составе сборной СССР выступила на чемпионате мира, где заняла четвертое место. С 1992 по 2002 год выступала за сборную России, за которую получила все свои титулы. С 2002 по 2004 год выступала сборную Таджикистана. Она представляла Таджикистан на летней Олимпиаде 2004 года в Афинах, где заняла 11-е место. В 2005 году вернулась в Россию, пробилась в состав сборной страны на чемпионат мира 2006 года в Гуанчжоу. Однако на комиссии по допуску ей объявили: потому, что с момента последнего выступления за сборную Таджикистана не прошло двух лет, выступать она не имеет права. Это положение Международной федерации объединенных стилей борьбы вступило в действие накануне и в сборной России о нём не знали. В 2006 году выступила за Россию на нескольких международных турнирах, но на мировое и континентальное первенство больше не попадала. В 2007 году стала серебряным призером по пляжной борьбе на vировых борцовских играх.
В России выступала за СДЮСШОР «Победа» из города Ангарск, Иркутская область. Является 13-кратной чемпионка России. Завершила спортивную карьеру в 2007 году.
В январе 2014 стала директором ангарской СДЮСШОР «Победа», воспитанницей которой является сама. До этого была заместителем директора этой спортивной школы и старшим тренером-преподавателем по женской вольной борьбе. Среди воспитанников – серебряная олимпийская медалистка 2008 года в Пекине Алена Карташова.
Депутат городской Думы города Ангарска.

## Спортивные результаты
- Чемпионат мира по борьбе 1994 — ;
- Чемпионат мира по борьбе 1995 — ;
- Чемпионат Европы по борьбе 1996 — ;
- Чемпионат мира по борьбе 1996 — ;
- Чемпионат Европы по борьбе 2000 — ;
- Чемпионат Европы по борьбе 2001 — ;